# Великое Село (Оредежское сельское поселение)
Вели́кое Село́ — деревня в Оредежском сельском поселении Лужского района Ленинградской области.

## История
Впервые упоминается в Писцовой книге Водской пятины 1500 года, как сельцо Великое в Никольском Бутковском погосте Новгородского уезда.
В начале 1760-х годов в селе Великое была построена деревянная церковь Казанской иконы Божией Матери и великомученицы Варвары.
Село Великое и в нём две ветряные мельницы, упоминаются на карте Санкт-Петербургской губернии Ф. Ф. Шуберта 1834 года.

ВЕЛИКОЕ СЕЛО — в оном:

а) Церковь деревянная упразднённая во имя Воскресения Христова.

б) Господские дома: 1-й принадлежит поручице княгине Елецкой, число жителей по ревизии: нет

2-й принадлежит действительному статскому советнику Игнатьеву, число жителей по ревизии: 20 м. п., 23 ж. п.

3-й принадлежит девице, дочери чиновника 6-го класса Д. Сент-Николы, число жителей по ревизии: 18 м. п., 16 ж. п.

наследникам надворного советника Зиновьева, число жителей по ревизии: 20 м. п., 20 ж. п. (1838 год)

Село Великое отмечено на карте профессора С. С. Куторги 1852 года.

ВЕЛИКОЕ — село господина Потто, по просёлочной дороге, число дворов — 10, число душ — 34 м. п. (1856 год)

Согласно X-ой ревизии 1857 года деревня Великое Село состояла из трёх частей:

1-я часть: число жителей — 21 м. п., 26 ж. п. (из них дворовых людей — 3 м. п., 5 ж. п.)
  
2-я часть: число жителей — 7 м. п., 13 ж. п. (из них дворовых людей — 4 м. п., 11 ж. п.)

3-я часть: число жителей — 17 м. п., 20 ж. п.

ВЕЛИКОЕ СЕЛО — деревня владельческая при колодцах, число дворов — 18, число жителей: 54 м. п., 67 ж. п. (1862 год)

В 1867 году временнообязанные крестьяне деревни выкупили свои земельные наделы у А. А. Кузьминских и стали собственниками земли.
В 1868 году временнообязанные крестьяне выкупили свои земельные наделы у Н. П. Косяровского и Г. И. Франк.
В 1871 году крестьяне выкупили наделы у О. Ф. и Е. И. Игнатьевых.
Согласно подворной описи 1882 года, деревня Великое Село Почапского общества Бутковской волости состояла из трёх частей:
 
1) бывшее имение Кузьминского, домов — 11, душевых наделов — 19, семей — 8, число жителей — 23 м. п., 20 ж. п.; разряд крестьян — собственники.
  
2) бывшее имение Игнатьевой, домов — 2, душевых наделов — 3, семей — 2, число жителей — 4 м. п., 5 ж. п.; разряд крестьян — собственники.

3) бывшее имение Косяровского, домов — 14, душевых наделов — 19, семей — 10, число жителей — 21 м. п., 32 ж. п.; разряд крестьян — собственники.
Согласно материалам по статистике народного хозяйства Лужского уезда 1891 года, одно из имений при селении Великое Село площадью 70 десятин принадлежало крестьянам Псковской губернии П. и С. Андреевым, имение было приобретено в 1877 году за 1800 рублей, в имении были две ветряные мельницы; второе имение, площадью 47 десятин принадлежало крестьянину Псковской губернии К. Фёдорову, оно было приобретено в 1877 году за 1200 рублей; третье имение, площадью 181 десятина принадлежала дворянам Л. В. Шелейховской и Е. Н. Бухгольц, имение было приобретено до 1868 года.
В XIX — начале XX века деревня административно относилась к Бутковской волости 1-го земского участка 1-го стана Лужского уезда Санкт-Петербургской губернии.
По данным «Памятной книжки Санкт-Петербургской губернии» за 1905 год, деревня Великое Село входила в Почапское сельское общество, 174 десятины земли в деревне принадлежали дочери коллежского асессора Ольге Александровне Бухгольц и лужскому мещанину Ивану Егоровичу Варесу.

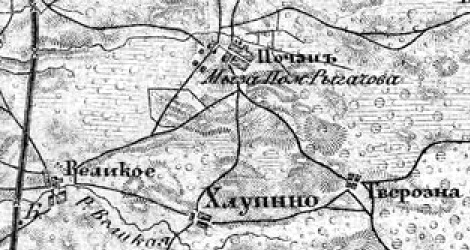
Деревня Великое Село на карте 1912 года

Согласно карте из «Исторического атласа Санкт-Петербургской Губернии» 1912 года деревня называлась Великая и стояла на реке Великой.
С 1917 по 1927 год деревня Великое Село входила в состав Почапского сельсовета Бутковской волости Лужского уезда.
С 1927 года, в составе Оредежского района.
С 1928 года, в составе Пантелеевского сельсовета. В 1928 году население деревни Великое Село составляло 254 человека.
По данным 1933 года село Великое Село входило в состав Пантелеевского сельсовета Оредежского района.
В 1937 году церковь Казанской иконы Божией Матери была перестроена под школу.
Деревня была освобождена от немецко-фашистских оккупантов 9 февраля 1944 года.
С 1957 года, в составе Оредежского сельсовета.
С 1959 года, в составе Лужского района.
В 1965 году население деревни Великое Село составляло 79 человек.
По данным 1966, 1973 и 1990 годов деревня Великое Село также входила в состав Оредежского сельсовета Лужского района.
В 1997 году в деревне Великое Село Оредежской волости проживали 23 человека, в 2002 году — 11 человек (все русские).
В 2007 году в деревне Великое Село Тёсовского сельского поселения проживали 9 человек.
19 мая 2019 года деревня вошла в состав Оредежского сельского поселения.

## География
Деревня расположена в восточной части района к югу от автодороги 41А-004 (Павлово — Луга) и посёлка Оредеж.
Расстояние до административного центра поселения — 18 км.
Расстояние до ближайшей железнодорожной станции Оредеж — 3 км. Ближайший остановочный пункт — платформа 133 км.

## Демография
| 1838 | 1862 | 1928 | 1965 | 1997 | 2007 | 2010 |
| ---- | ---- | ---- | ---- | ---- | ---- | ---- |
| 117  | ↗121 | ↗254 | ↘79  | ↘23  | ↘9   | ↗25  |
| 2017 |      |      |      |      |      |      |
| ↘11  |      |      |      |      |      |      |